# 反建制
反建制主義（英語：anti-establishment）是指反對傳統社會，政治和經濟原則的一種政治哲學。該詞首次在1958年被英國雜誌《新政治家》使用，指代其政治和社會理念。

## 各地的反建制主義

### 澳洲
保琳·漢森的一個民族和聯合澳大利亞黨都被視為反建制政黨。

### 加拿大
加拿大人民黨被視為反建制政黨。黨魁卞聶爾被前總理史蒂芬·哈珀和马丁·布赖恩·马尔罗尼等加拿大保守黨政客指責其試圖分裂右派。卞聶爾在回應《權力與政治》時說他希望集中精力於不滿的選民。他說：「有20％的人口甚至不願意投票，他的政黨將辯論有關加拿大保守黨“領導和核心小組”不希望的討論的東西。」

### 冰島
冰島海盜黨被視為反建制運動。

### 墨西哥
墨西哥總統洛佩斯·奥夫拉多尔被視為反建制。